# Pedro Prado
Pedro Prado Calvo (Santiago, 8 de octubre de 1886-Viña del Mar, 31 de enero de 1952) fue un escritor, pintor y arquitecto chileno, ganador del Premio Nacional de Literatura en 1949.

## Biografía
De padre médico y agricultor, cursó sus humanidades en el Instituto Nacional e ingresó en el anexo de Arquitectura de la Escuela de Ingeniería, sin llegar a terminar su carrera. A los veinte años, cuando falleció su padre, empezó a ejercer alternadamente sus tres profesiones sin título: de arquitecto, agricultor y escritor. En 1949 se le otorgó el Premio Nacional de Literatura. Murió en su residencia de Viña del Mar el 31 de enero de 1952, a las 20:15 horas, víctima de un síncope que lo dejó inconsciente.

## Vida literaria
Su poesía se inicia con Flores de cardo, libro publicado en 1908, donde rompe con el molde de la métrica de la rima, siendo el iniciador del verso libre en el país. En 1910 funda la Revista Contemporánea, una de las mejores de su tiempo en América. En 1912, con La casa abandonada, introdujo los poemas en prosa, rompiendo la tradición versificada de la poesía y siendo fundador de la prosa poética. Al año siguiente publicó El llamado del mundo, al que siguió en 1915 la poesía en prosa Los diez, el claustro, la barca. Ese mismo año surgió Los pájaros errantes, reputada como su obra lírica más lograda, recogiendo herencias parnasianas y simbolistas. Su creación poética continuaría con Las copas (1919), Karez y Roshan (1923) y el poema dramático Androvar (1925).
Como novelista, su trabajo infundió al marco popular del criollismo la altura creativa y poética del imaginismo, alcanzando hondura filosófica. En este género debutó en 1914 con La reina de Rapa Nui, una novela exótica donde, con la apariencia de una sencilla historia de amor, se presentan elementos del folklore isleño pascuense. Le sigue en 1920 la que pasó a ser su obra más importante y conocida: Alsino, una historia con un plano mítico y filosófico relevante, escrita en prosa pero cargada de un lenguaje poético y simbólico, protagonizada por un pequeño niño campesino que sueña con emular a Ícaro; se lanza de un árbol y, producto del golpe, le crece una joroba en la espalda de la cual le nacen unas alas que harán posible su anhelo de volar. Su autor lo llamó «poema novelesco» y así lo subtituló en la primera edición. En 1924 publica Un juez rural, novela de corte realista-costumbrista y, en alguna medida, autobiográfica en los espacios físicos y en los tipos humanos presentes en ella. Muestra las reflexiones que hace el autor sobre el sentido de la justicia, los dilemas de quien ha de administrarla y la extensión de sus consecuencias.
Como ensayista produjo en 1916 Ensayo sobre arquitectura y poesía, libro en el cual elabora su pensamiento arquitectónico. Posteriormente, su relación con la arquitectura se manifiesta en A los estudiantes de arquitectura (revista Juventud n.º. 3, 1919), así como en Del sacrificio y la salvación de la belleza publicado en el n.º. 16 de la misma revista y El arte obrero, la tradición y el porvenir de la Arquitectura, publicado en el diario La Nación el 2 de julio de 1922. En 1924, tras la deposición de Arturo Alessandri, no habiendo estado nunca involucrado en política, redactó el ensayo Bases para un nuevo Gobierno y un nuevo Parlamento, del que la Junta Militar de entonces quiso declararse coautora, negándose a ello Prado.[cita requerida]
En 1934 salieron sus libros de sonetos, género del que fue considerado maestro, y al año siguiente obtuvo el premio Academia de Roma, entregado por la embajada de Italia. Ese mismo año recibió el Municipal de Santiago y en 1949 el Nacional de Literatura. Fue miembro de número de la Academia Chilena de la Lengua (1950) en reemplazo de Arturo Alessandri, pero falleció en 1952 sin haberse incorporado a ella.

## Intelectual multifacético
Como artista, habiendo tomado lecciones con Pedro Lira, se dedicó a la pintura de paisajes chilenos e ilustró diversas publicaciones de la época, incluyendo sus propios textos, como, por ejemplo, las viñetas de la edición de Alsino, realizada por la casa Minerva en 1920. En 1917 obtuvo la Tercera Medalla en Pintura en el Salón de la Exposición Anual de Bellas Artes, Santiago. En 1918 fue miembro fundador de la Sociedad Nacional de Bellas Artes creada por Juan Francisco González. Expuso en el Salón Oficial de Santiago en 1921, siendo nombrado ese mismo año director del Museo Nacional de Bellas Artes, cargo en el que permaneció hasta el año 1923. Expuso asimismo en el Salón de Invierno, Sociedad de Artistas de Chile, Santiago (1922). Como arquitecto se destacó su especial preocupación por el paisaje urbano, transformándose en un acérrimo crítico de la planificación de la capital chilena. Mientras fue director del Bellas Artes dirigió reparaciones al edificio y denunció las precarias condiciones de su construcción, que había quedado inconclusa y con fallas estructurales evidentes, a poco más de una década de su inauguración. Dentro de su producción destaca el palacio Bruna, embajada y consulado de Estados Unidos. Fue presidente de la Sociedad de Escritores de Chile (1943).
Representó a Chile como diplomático, primero en 1925 en la celebración de centenario de la Declaración de Independencia de Bolivia y posteriormente en 1927, cuando fue nombrado embajador en Colombia por el presidente Emiliano Figueroa, cargo en el que permaneció hasta diciembre de 1928.

## Obras

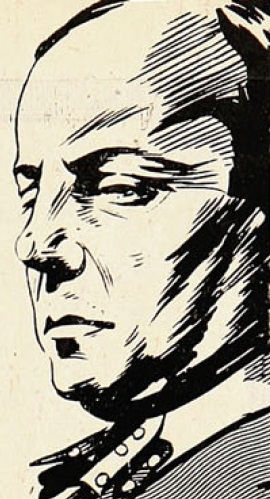
Pedro Prado.

- Flores de cardo, poesía, Imprenta Universitaria, Santiago de Chile, 1908 Descargable legal y gratuitamente desde el portal Memoria Chilena
- Paisaje (1911)Paisaje, pintura, 1911.

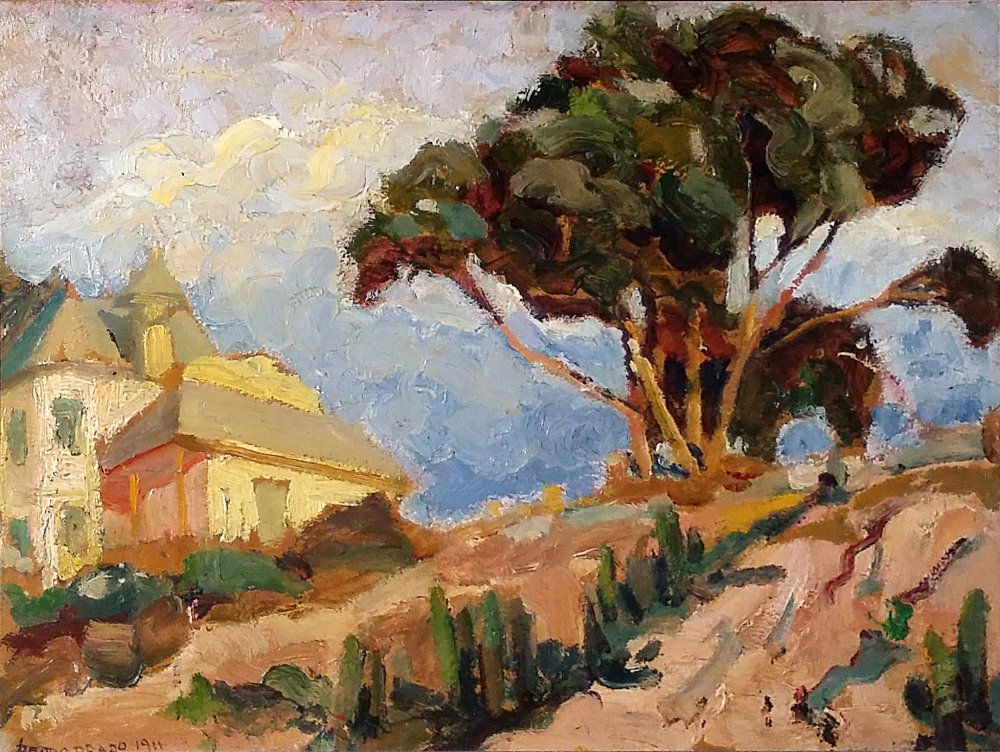
Paisaje (1911)

- La casa abandonada, prosa poética, Imprenta Universitaria, Santiago de Chile, 1912
- El llamado del mundo, poesía, Imprenta Universitaria, Santiago de Chile, 1913
- La reina de Rapa Nui, novela, Imprenta Universitaria, Santiago de Chile, 1914
- Los diez, El claustro, La barca, poesía en prosa, Imprenta Universitaria, Santiago de Chile, 1915
- Los pájaros errantes, prosa poética, Santiago de Chile, 1915; Descargable legal y gratuitamente desde el portal Memoria Chilena
- Ensayo sobre arquitectura y poesía, Imprenta Universitaria, Santiago de Chile, 1916
- Las copas, poesía, Buenos Aires, Argentina, 1919
- Alsino, novela, Santiago de Chile, 1920; Descargable legal y gratuitamente desde el portal Memoria Chilena
- Karez y Roshan (en colaboración con el mexicano Antonio Castro Leal), poesía, Santiago de Chile, 1923
- Un juez rural, novela, Nascimento, Santiago de Chile, 1924
- Androvar, poesía dramática, Nascimento, Santiago de Chile, 1925
- Camino de las horas, poesía, Nascimento, Santiago de Chile, 1934
- Otoño en las dunas', poesía, Nascimento, Santiago de Chile, 1940
- Esta bella ciudad envenenada, poesía, Imprenta Universitaria, Santiago de Chile, 1945
- No más que una rosa, poesía, Losada, Buenos Aires, 1946
- Las estancias del amor, poesía, selección e introducción de Raúl Silva Castro; Editorial del Pacífico, Santiago de Chile, 1949
- Viejos poemas inéditos, antología de homenaje, Escuela Nacional de Artes Gráficas, Santiago de Chile, 1949
- Viaje de Antón Páez a la Ciudad de los Césares y otros textos, contiene la novela inédita de ese nombre, terminada de escribir en 1923 y encontrada por Pedro Maino en el archivo de la Universidad Católica cuando preparaba la edición de las obras completas de Prado;[10] Ediciones Biblioteca Nacional / Origo, Santiago, 2010.
- Entrever el cielo, antología poética, edición de Carlos Almonte; Descontexto Editores, Santiago de Chile, 2023

## Premios y reconocimientos
- Orden de Boyacá (Colombia) en grado de comendador
- Premio Academia de Roma 1935 por Camino de las horas
- Premio Municipal de Literatura 1935 por Camino de las horas
- Premio Nacional de Literatura 1949